# تشارلز أغسطس سترونج
تشارلز أغسطس سترونج (بالإنجليزية: Charles Augustus Strong)‏ هو عالم نفس أمريكي، ولد في 28 نوفمبر 1862 في هافر هيل في الولايات المتحدة، وتوفي في 23 يناير 1940.